# تانک ظهور

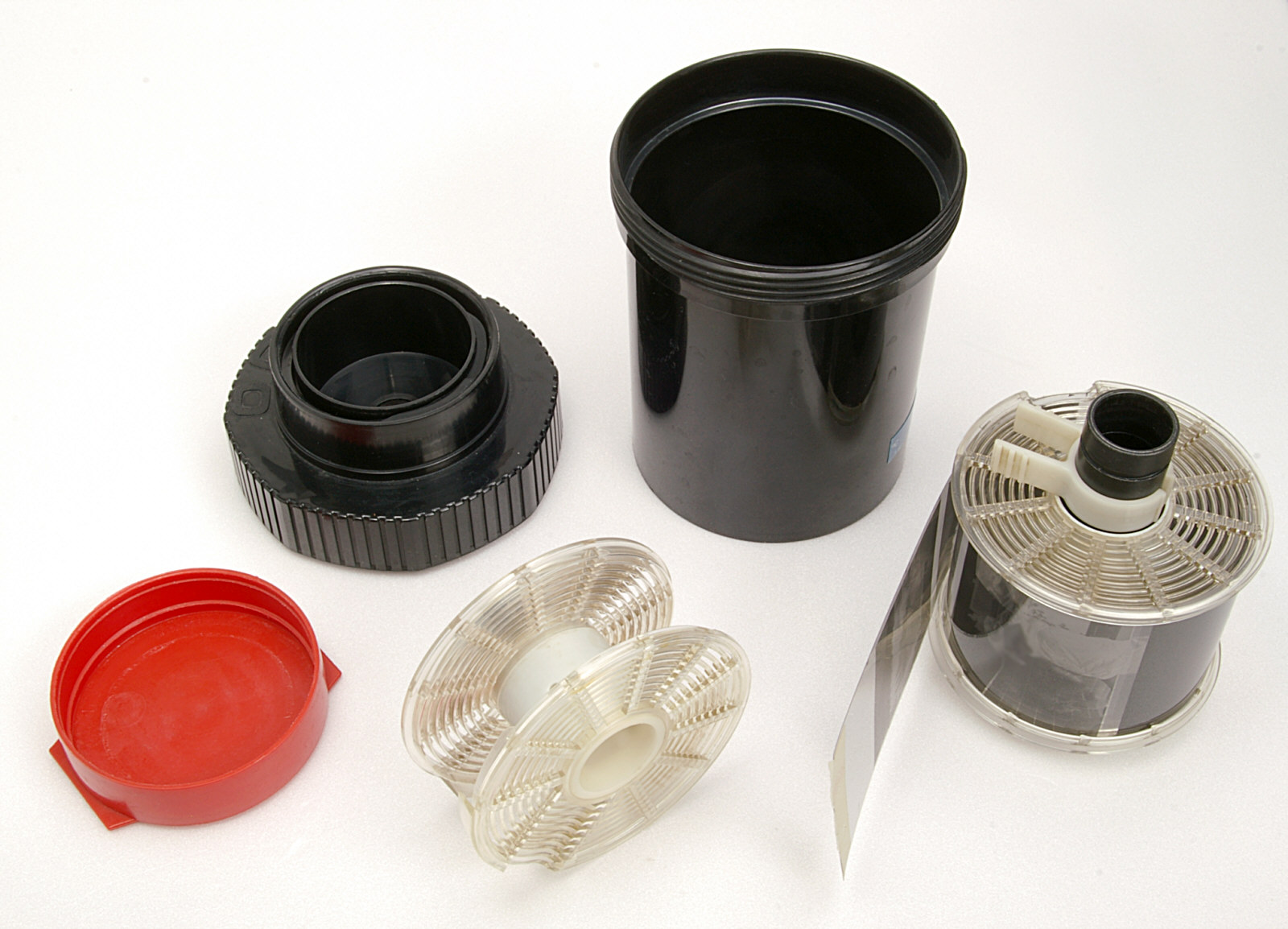
تانک ظهور مخزنی مخصوص فیلم رول.

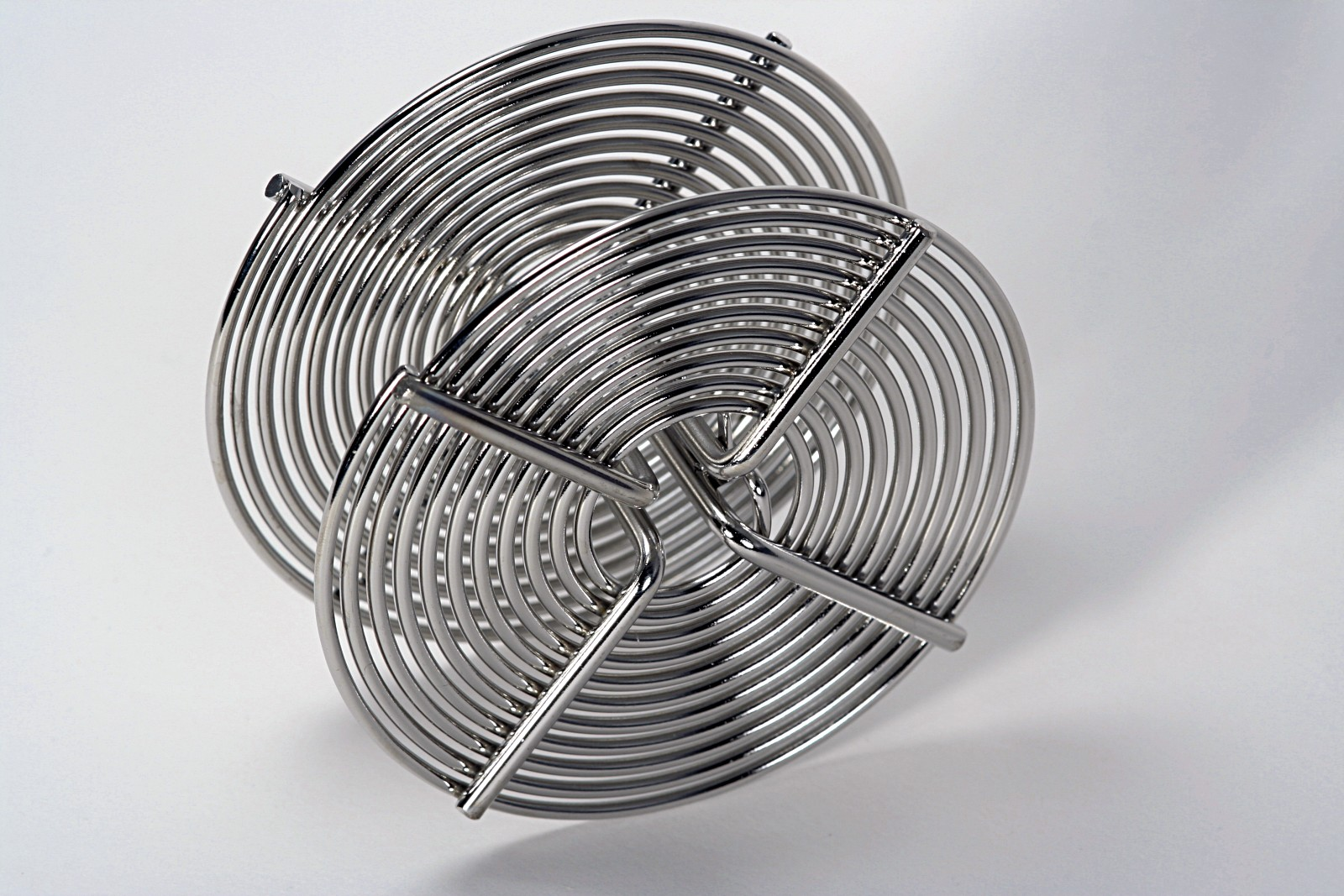
قرقره استیل برای فیلم ۱۳۵.

تانک ظهور (به انگلیسی: Developing Tank)، مخزنی است عایق نور که برای ظهور فیلم استفاده می‌شود. به کمک یک تانک می‌توان فیلم عکاسی را در نور روز و خارج از محیط تنگ و تاریکخانه ظهور کرد. چون اکثر فیلم‌ها به تمام طیف‌های نور (پانکرومیک) حساس هستند، ظهور آنها در زیر نور چراغ تاریکخانه خالی از اشکال نیست.

## انواع تانک‌ها
تانک‌های مخزنی
تانک‌های مخزنی دارای انواع گوناگونی هستند.
1. تانک‌هایی که کارهای جاگذاری و ظهور، توقف و ثبوت فیلم، همگی در نور روز انجام می‌شود.
2. تانک‌هایی که فقط جاکذاری فیلم در تاریکخانه انجام می‌گیرد و بقیه اعمال در نور اتاق قابل اجراء است.

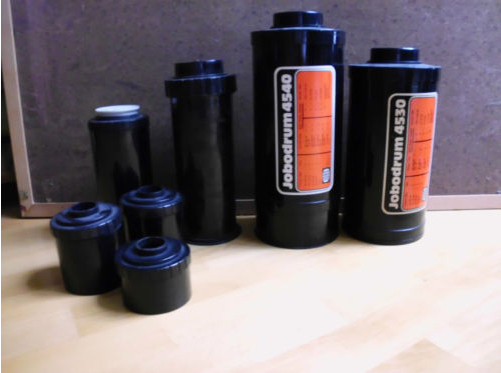
دو تانک چرخان جوبو در کنار چند تانک مخزنی پاترسون.

3. تانک‌های مخصوص ظهور فیلم تخت.

تانک‌های چرخان
1. تانک‌های مخصوص فیلم رول.
2. تانک‌های مخصوص فیلم تخت.
3. تانک‌های ظهور کاغذ عکاسی.

## تجهیزات
در تانک‌هایی که برای ظهور فیلم رول طراحی شده‌اند، یک قرقره برای پیچاندن فیلم درون شیارهای آن وجود دارد. شیارها طوری ساخته شده‌اند که فضایی مابین دورهای فیلم، برای جریان یافتن داروی ظهور وجود داشته باشد.
در تانک‌های ظهور چرخان برای نگهداری فیلم یا کاغذ انواعی از گیره‌ها وجود دارند.